# Ernest Macdonald

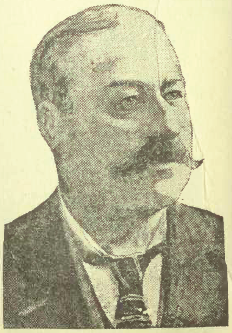
Ernest Macdonald

Ernest Albert Macdonald (* 1858 in Oswego (New York); † 18. Dezember 1902) war der 30. Bürgermeister von Toronto. 
Ernest Macdonald wanderte in jungen Jahren nach Brockville in Ontario ein und zog in den 1880er Jahren nach Toronto. Er wurde Mitglied des Stadtrats für den Bezirk St. Matthew und kandidierte dreimal erfolglos zum Bürgermeisteramt. Bei seinem vierten Versuch wurde er zum Bürgermeister gewählt und bekleidete von Januar 1900 bis Januar 1901 das Amt.